# 混血歌曲
混血歌曲，又稱混血歌謠，台湾音乐术语，指將某種語言的歌曲，配合填入另一種語言的歌詞，使成為「外國曲，本國詞」的新歌曲。其中又常特指日語歌曲填上台語歌詞，以1950、1960年代創作最盛，這些「混血歌曲」雖然並非本土創作，歌詞內容卻也反映了當時普遍的社會景象，抒發社會情緒，而成為國民普遍愛唱的歌謠。。代表歌曲如《快樂的出帆》、《黃昏的故鄉》、《孤女的願望》、《悲情的城市》、《再會呀港都》等等。
其中亦有日本曲填上國語歌詞，如《蘇州夜曲》（服部良一作曲）、《祈禱》（京都民謠，翁炳榮作中文詞）。

## 作詞方式
「混血歌曲」的填詞方式分成三種類型：「譯詞」、「編詞」、「作詞」。
譯詞
即直接翻譯日語歌詞作為台語歌詞。代表性的歌曲包括黃其良填詞的《長崎蝴蝶姑娘》、蔡啟東填詞的《港町十三番地》、文夏填詞的《黃昏的故鄉》、莊啟勝填詞的《再會呀港都》及《落葉時雨》等。
編詞
即將日語歌詞中臺灣聽眾較生疏的字語改成本土較熟悉的字語。代表性的歌曲包括蜚聲填詞的《阮的故鄉南都》、文夏填詞的《理髮小姐》及《媽媽請您也保重》等。
作詞
即完全捨棄原日語歌詞，而改以臺灣為背景重新創作新詞。代表性的歌曲包括蜚聲填詞的《懷念的播音員》、莊啟勝填詞的《素蘭小姐要出嫁》、謝麗燕填詞的《內山姑娘》、不知作詞者的《禮拜天的遠足》等。

## 壓抑本土作曲的問題
翻唱歌曲為流行音樂市場帶來豐富的音樂作品，但由於成本低廉、銷路穩定，而受到唱片公司的歡迎，相對壓抑了臺灣本土作曲者的創作空間。當時許多臺語歌謠創作者，受到市場緊縮及經濟壓力等現實問題影響，只好被迫轉行或改以走唱維生。儘管如此，仍有不少的本土優秀音樂人才堅持臺語歌謠創作，包括洪一峰、葉俊麟、吳晉淮、許石、楊三郎等人，創造出許多經典作品。

## 外部連結
- 日台共通歌曲 （页面存档备份，存于）（收集眾多混血歌曲原唱、作詞、作曲、年代等資訊的網站）